# スコパー
スコパー（Skopar ）は、フォクトレンダーの写真レンズの名称。3群4枚テッサー型構成に用いられる。
1926年発表。1949年にはアルブレヒト・ウィルヘルム・トロニエによりカラー・スコパー（Color-Skopar ）に発展した。派生型としてアポ・スコパー（Apo-Skopar ）、スコパロン（Skoparon ）、スコパゴン（Skopagon ）、スコパレックス（Skoparex ）がある。

## 製品一覧

### 大判用
- アポ・スコパー7.5cmF8
- アポ・スコパー15cmF8[2]
- アポ・スコパー21cmF9[2]
- アポ・スコパー30cmF9[2]
- アポ・スコパー45cmF9[2]
- アポ・スコパー60cmF9